# Jewgienij Kozłowski
Jewgienij Aleksandrowicz Kozłowski (ros. Евге́ний Алекса́ндрович Козло́вский, ur. 7 maja 1929 we wsi Dowskoje w obwodzie homelskim, zm. 21 lutego 2022) – radziecki działacz państwowy i partyjny.

## Życiorys
W 1945 powołany do Armii Radzieckiej, w latach 1948–1953 studiował w Moskiewskim Instytucie Geologiczno-Poszukiwawczym im. S. Ordżonikidze, później pracował w obwodzie amurskim i Kraju Chabarowskim jako starszy majster budowy, główny inżynier ekspedycji hydrogeologicznej, zastępca szefa wydziału, główny inżynier i szef ekspedycji komsomolskiej Dalekowschodniego Zarządu Geologicznego. Od 1955 w KPZR, od 1965 szef Zarządu Technicznego Ministerstwa Geologii ZSRR, jednocześnie od 1970 członek Kolegium tego ministerstwa, od 1973 dyrektor Wszechzwiązkowego Instytutu Naukowo-Badawczego Ekonomii Surowca Mineralnego i Prac Geologiczno-Poszukiwawczych. Od 1974 zastępca ministra, a od grudnia 1975 do lipca 1989 minister geologii ZSRR, od 5 marca 1976 do 2 lipca 1990 zastępca członka KC KPZR, od lipca 1989 na emeryturze. W 1973 został doktorem nauk technicznych, a w 1975 profesorem. Autor ponad 550 prac naukowych. Deputowany do Rady Najwyższej ZSRR 10 i 11 kadencji.
Pochowany na Cmentarzu Trojekurowskim w Moskwie.

## Odznaczenia i nagrody
- Order Lenina
- Order „Za zasługi dla Ojczyzny” III klasy
- Order „Za zasługi dla Ojczyzny” IV klasy
- Order Czerwonego Sztandaru Pracy
- Order „Znak Honoru”
- Nagroda Leninowska (1964)